# Barcelona (Sorsogon)
Barcelona és un municipi de la província de Sorsogon, a la regió filipina de Bicol. Segons les dades del cens de l'any 2015 té una població de 20.990 habitants distribuïts en una superfície de 61,18 km².
Barcelona està políticament subdividida en 25 barangays.
| - Alegria - Bagacay - Bangate - Bugtong - Cagang - Fabrica - Jibong - Lago - Layog - Luneta - Macabari - Mapapac - Olandia | - Paghaluban - Poblacion Central - Poblacion Norte - Poblacion Sur - Putiao - San Antonio - San Isidro - San Ramon - San Vicente - Santa Cruz - Santa Lourdes - Tagdon |